# Алесио Такинарди
Алесио Такинарди (на италиански: Alessio Tacchinardi) (роден на 23 юли 1975 г. в Крема, Италия) е бивш италиански футболист, който играе като дефанзивен полузащитник и прекарва по-голямата част от кариерата си в Ювентус, където изиграва 404 мача, бележи 14 гола и печели 17 официални трофея с клуба. Такинарди е един от 50-те легенди, чиито имена са написани вътре на новия стадион Ювентус Арена

## Кариера
Аталанта
Такинарди започва професионалната си кариера през 1992 г. в отбора на Аталанта. Той прекарва два пълни сезона с клуба от Бергамо, където изиграва 9 мача и дебютира в Серия А. След изключително добрите му резултати той хваща окото на директора на Ювентус Лучано Моджи и е купен в клуба от Торино през юли 1994 г.
Ювентус
Такинарди се присъединява към отбора в предсезонната подготовка и се представя добре от самото начало. В първия си сезон с клуба той непосредствено въздейства, като изиграва 25 мача в лигата, а също записва мачове за Купата на Италия и Купата на Европейските шампиони. Той продължава своята впечатляваща форма през времето си в Ювентус, за определяне на стартовата позиция в центъра на полузащитата и е ключова фигура в тяхната лига и европейското надмощие в края на 90-те. Алесио създава впечатляващи партньорства в средата на терена с играчи като Антонио Конте, Дидие Дешан, Анджело Ди Ливио, Едгар Давидс, Джанлука Дзамброта, Мауро Каморанези, Павел Недвед и Енцо Мареска. Партньорството му с Едгар Давидс е най-забележителното в кариерата му, тъй като дуото формира едно от най-яростните партньорства в центъра на халфовата линия между 1996 г. и 2004 г. По време на престоя си със северния гигант, Такинарди се отбелязва също така и със стрелбата от далечно разстояние, нещо, в което той е висококвалифициран и често вкарва от далечно разстояние. След разпадането на Давидс, Такинарди, Недвед, Каморанези и Дзамброта през 2004 г. се твърди, че Ювентус никога не са имали по-силен полузащитен квартет, въпреки трансферите на Емерсон, Патрик Виейра, Мохамед Сисоко, Фелипе Мело, както и Диего Рибаш да Куня. Пиковият сезон на Алесио Такинарди е през 2002 г.-2003 г. Той вкарва два гола в 27 мача в Серия А и още два гола за 13 мача в Шампионската лига в който Ювентус достига финалите само за да загубят от Милан, отчасти поради липсата на суспендирания Павел Недвед. Такинарди е имал от време на време проблеми с контузии, но те не попречи на неговата блестяща кариера и се смята, че играчът ще бъде считан за един от най-добрите полузащитници на своето поколение, въпреки факта, че той е твърде подценяван. След почти 14 години с Ювентус, Такинарди записва над 300 мача, вкарва почти 20 гола, а също така става любимец на феновете и е официално признат като легенда на клуба.
Виляреал
През юли 2005 г. Такинарди е даден под наем за една година на испанския Виляреал, след назначаването на Фабио Капело, който пое ръководната длъжност от Марчело Липи, а също и в частност от покупките на Патрик Виейра и Федерико Балцарети. Това бе тъжно сбогуване за много от феновете на Ювентус, които не искаха заминаването на емблематичния полузащитник. Алесио се превръща в неразделна част от стартовите 11 на Виляреал, като им помага да достигнат полуфиналите на Шампионската лига. Той се завръща в Ювентус на 30 юни 2006 г., но през юли е пратен за още една година във Виляреал. Неговият наем свършва в края на сезон 2006 – 2007, в който той се появи за клуба в повече от 50 официални мача и вкарва 3 гола. Алесио се връща в Ювентус отново през лятото на 2007 г. След назначаването на Клаудио Раниери договорът му е взаимно прекратен през август 2007 г. след някои неуточнени разногласия с новия борд на директорите в клуба.
Бреша
След прекратяване на своя дългогодишен договор с Ювентус, Такинарди подписва 2-годишен договор с Бреша Калчо на 9 август 2007 г. и се превръща в една от ключовите фигури в клуба, който се подвизава в Серия Б. Алесио изиграва 36 мача и вкарва 9 гола.
Прекратяване на футболната си кариера
В края на сезон 2007 г.-2008 г., Такинарди не подновява договора си с Бреша и е на прага на присъединяване към сицилианския Катания Калчо в Серия А или завръщане в Ювентус за един сезон. Нито един от тези варианти не просперира и след като прекарва първата част на годината като свободен агент, легендата на Ювентус окачва бутонките на стената и слага край на 15-годишната си футболна кариера. След пенсионирането му, Такинарди е включена в 50-те легенди на Ювентус, чиито имена са написани вътре на новия стадион на клуба, Ювентус Арена.
Национален отбор
Алесио Такинарди представя своя народ на международно ниво. Той прави дебюта си за Италианския национален отбор по футбол през 1995 година. Изиграва 13 мача за Италия, а последния му мач е през 2003 г. Такинарди не успява да играе в последните етапи на голям турнир. Смята се, че би бил също ключова част от Скуадра Адзура, ако не са били няколко тежки травми.

## Статистика по сезони
| Отбор                  | Сезон                  | Първенство | Първенство | Купа   | Купа   | Европейски турнири | Европейски турнири |  |
| Отбор                  | Сезон                  | Мачове     | Голове     | Мачове | Голове | Мачове             | Голове             |  |
| ---------------------- | ---------------------- | ---------- | ---------- | ------ | ------ | ------------------ | ------------------ |  |
| Аталанта               | 1992/93                | 1          | 0          | -      | -      | -                  | -                  |  |
| Аталанта               | 1993/94                | 8          | 0          | -      | -      | –                  | -                  |  |
| Ювентус                | 1994/95                | 24         | 0          | -      | -      | -                  | -                  |  |
| Ювентус                | 1995/96                | 16         | 0          | -      | -      | -                  | -                  |  |
| Ювентус                | 1996/97                | 19         | 1          | -      | -      | -                  | -                  |  |
| Ювентус                | 1997/98                | 23         | 1          | -      | -      | -                  | -                  |  |
| Ювентус                | 1998/99                | 23         | 1          | -      | -      | -                  | -                  |  |
| Ювентус                | 1999/00                | 30         | 0          | -      | -      | -                  | -                  |  |
| Ювентус                | 2000/01                | 31         | 2          | -      | -      | -                  | -                  |  |
| Ювентус                | 2001/02                | 28         | 2          | -      | -      | 8                  | 0                  |  |
| Ювентус                | 2002/03                | 27         | 2          | -      | -      | 13                 | 2                  |  |
| Ювентус                | 2003/04                | 24         | 0          | -      | -      | 5                  | 1                  |  |
| Ювентус                | 2004/05                | 16         | 0          | -      | -      | 6                  | -                  |  |
| Виляреал               | 2005/06                | 23         | 2          | -      | -      | 10                 | -                  |  |
| Виляреал               | 2006/07                | 22         | 1          | 1      | 0      | 0                  | 0                  |  |
| Бреша                  | 2007/08                | 36         | 9          | -      | -      | -                  | -                  |  |
| Общо за цялата кариера | Общо за цялата кариера | 349        | 21         | -      | -      | -                  | -                  |  |

Статистика към 9 януари 2012 г.